# Михаил Розов
Михаил Николов Розов, наричан Мушето, Путела или Мишето, е български просветен деец и революционер, костурски войвода на Вътрешната македоно-одринска революционна организация и участник в Илинденско-Преображенското въстание.

## Биография
Роден е в 1874 година в костурското село Бобища, тогава в Османската империя, днес Верга, Гърция. Брат е на дееца на ВМОРО Манол Розов. Учи в Костурското българско третокласно училище. През 1896 година завършва с осмия, последен випуск педагогическите курсове на Солунската българска мъжка гимназия. В гимназията е привлечен към ВМОРО. След завършването си учи няколко семестъра философия в Загребския университет. В 1896 година учителства в Дойран, в 1898 година във Воден, а от 1899 до 1902 година е директор на българската прогимназия в Костур.
Паралелно с просветната Розов заедно с Лазар Поптрайков и Кузо Стефов Розов развива и активна революционна дейност в родното си Костурско. През 1900 - 1901 Михаил Розов е в ръководния комитет в Костурско, а през януари 1902 година Гоце Делчев го поставя за легален член на ръководното тяло. През септември 1902 година е арестуван по разкритията на Йосифовата афера. Осъден е на смърт и лежи в Корчанския затвор до февруари 1903 година, когато е амнистиран.
На Смилевския конгрес е изран за член на горското представителство с Лазар Поптрайков, Манол Розов, Пандо Кляшев и Васил Чекаларов. По време на Илинденско-Преображенското въстание, заедно с Поптрайков, Розов и Чекаларов сформират наказателна чета в Костурско. След това Чекаларов е заменен с Иван Попов и с чета от 650 въстаници, се отправят през Леринското поле, Мориховските планини, Прилепско, а после и в Тиквешко където въстанието е много слабо. Михаил Николов се завръща с 400 четници в Костурско, където и четата се разпуска.
След неуспеха на въстанието заминава за България. Продължава да изпълнява мисии на ВМОРО, като веднъж пътува за среща със сръбски представители в Белград. През Балканските войни е на финансова служба в Македония, а през Първата световна война е войник от 18-а допълнителна дружина. След войната се установява във Варна, където е финансов чиновник и е участник в местното македонско братство и в Илинденската организация.
Георги Константинов Бистрицки пише за него в 1919 г.:
| „ | Михаил Николов (Мишето) от с. Бобища, градски (класен) учител, свършил курса на българската реална гимназия в гр. Солун и няколко семестъра по философия в Загребския университет, ръководител и пополеколски районен войвода след Манол Розов, твърде рано напусна родната си страна, която много е очаквала от него. | “ |

Подпомага издаването на Албум-алманах „Македония“. Умира във Варна на 1 август 1935 година. В 1937 година посмъртно излизат спомените му „Революционното движение в Костурско. Спомени“.

## Творчество
- Николовъ, М. Революционното движение в Костурско.   София, Издава Костурското благотворително братство - София, 1937.
- „Химн на Костурчани“
- „Възстанието в Костурско; от 20 юлий до 30 август вкл.“, публикувано в „Бюлетин на в. Автономия; Задграничен лист на Вътрешната македоно-одринска организация“, брой 44-47, София, 1903 година